# 卡瓦島 (奧克尼群島)

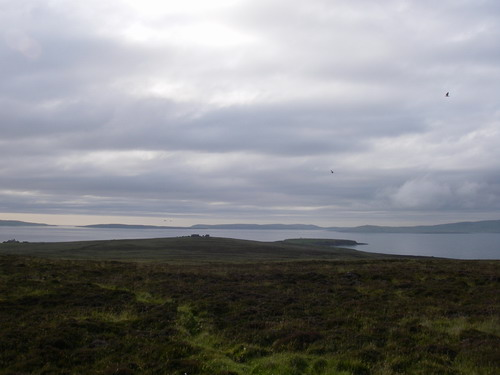

卡瓦島是蘇格蘭的島嶼，位於梅恩蘭島和霍伊島之間大西洋海域，屬於奧克尼群島的一部分，長1.9公里、寬0.88公里，面積1.07平方公里，最高點海拔高度38米，島上無人居住。
58°52′52″N 3°10′6″W / 58.88111°N 3.16833°W